# Rzepowo (województwo kujawsko-pomorskie)
Rzepowo – wieś w Polsce położona w województwie kujawsko-pomorskim, w powiecie inowrocławskim, w gminie Kruszwica.

## Podział administracyjny
| SIMC    | Nazwa     | Rodzaj    |
| ------- | --------- | --------- |
| 1028986 | Żwanowice | część wsi |

W latach 1975–1998 miejscowość położona była w województwie bydgoskim. Wieś jest siedzibą sołectwa Rzepowo, w którego skład wchodzą również miejscowości: Cykowo, Giżewo, Gustawowo, Łagiewniki, Rzepiszyn i Żwanowice.

## Demografia
Według Narodowego Spisu Powszechnego (2011) wieś liczyła 112 mieszkańców. Jest 36. co do wielkości miejscowością gminy Kruszwica.